# 1844
1844 (MDCCCXLIV) je bilo prestopno leto, ki se je po gregorijanskem koledarju začelo na ponedeljek, po 12 dni počasnejšem julijanskem koledarju pa na soboto.

## Dogodki
- 27. februar - Dominikanska republika se osamosvoji izpod Haitija.
- 23. marec - prvi dan bahajskega koledarja.
- 23. maj - Perzijec Sajid Ali Mohamed Širazi se razglasi za Bába (»vrata vere«) in ustanovi babizem, iz katerega kasneje vznikne bahajstvo.
- 24. maj - Samuel Morse pošlje prvi telegraf na liniji iz Washintona v Baltimore.
- 15. junij - Charles Goodyear prejme patent za vulkanizacijo.
- 27. junij - tolpa linča ustanovitelja gibanja svetih poslednjih dni Josepha Smitha in njegovega brata v ječi v kraju Carthage (Illinois).
- 3. julij - na Islandiji pobijejo zadnji znani par velike njorke.
- 28. avgust - v Parizu se prvič srečata Karl Marx in Friedrich Engels.
- 22. oktober - drugi predvideni datum Jezusovega drugega prihoda, v katerega so verovali pripadniki millerizma, vodi v »Veliko razočaranje«.
- 3. november - krstna uprizoritev Verdijeve opere Dva Foscarija v Rimu.
- november - France Prešeren napiše prvo različico »Zdravljice«.

## Rojstva
- 20. februar - Ludwig Edward Boltzmann, avstrijski fizik, filozof († 1906)
- 4. marec - Josip Jurčič, slovenski pisatelj, časnikar († 1881)
- 29. junij - Peter I. Karađorđević, kralj Jugoslavije († 1921)
- 5. avgust - Ilja Jefimovič Repin, ruski slikar, kipar († 1930)
- 17. avgust - Menelik II., etiopski neguš negasti († 1913)
- 15. oktober - Friedrich Wilhelm Nietzsche, nemški filozof, filolog, skladatelj († 1900)
- 22./23. oktober - Sarah Bernhardt, francoska igralka († 1923)
- 2. november - Mehmed V., osmanski sultan († 1918)
- 25. november - Carl Friedrich Benz, nemški inženir († 1929)

## Smrti
- 27. januar - Charles Nodier, francoski pisatelj (* 1780)
- 8. marec - Karel XIV. Janez Švedski, francoski maršal in kralj Švedske ter Norveške (* 1763)
- 27. julij - John Dalton, angleški kemik, fizik (* 1766)
- 11. avgust - Jernej Kopitar, slovenski jezikoslovec (* 1780)
- 30. avgust - Francis Baily, angleški ljubiteljski astronom (* 1774)
- 23. november - Thomas James Henderson, škotski astronom (* 1798)